# 퓨디파이 대 T-Series
퓨디파이 대 T-Series는 가장 많이 구독된 유튜브 채널 타이틀을 달성하기 위한 2개의 유튜브 채널 퓨디파이와 T-Series 사이의 온라인 경쟁이다. T-Series는 2017년 2월부터 가장 많이 본 유튜브 채널의 타이틀을 가져갔고 퓨디파이는 2013년 8월부터 가장 많이 구독한 유튜브 채널의 자리를 가져갔다. 이 두 유튜브 채널 사이의 경쟁은 T-Series의 구독자 수가 2018년 말 퓨디파이 구독자 수에 가까이 다가가기 시작했을 때 시작되었다.